# Supertâche
En philosophie, une supertâche est une séquence infinie dénombrable d'opérations (de « tâches ») qui se produisent séquentiellement dans un intervalle de temps fini. Les supertâches sont appelées hypertâches lorsque le nombre d'opérations devient non dénombrable. Une hypertâche qui comprend une tâche pour chaque nombre ordinal est appelée une ultratâche. Le terme « supertâche » a été inventé par le philosophe James F. Thomson, à qui l'on doit l'expérience de pensée de la lampe de Thomson. Le terme « hypertâche » a quant à lui été inventé par Clark et Read dans leur article du même nom.

## Histoire

### Zénon

#### Mouvement
L'origine des questionnements autour des supertâches est attribuée à Zénon d'Élée. Zénon prétend que tout mouvement est impossible. Un de ses arguments, connu de nos jours sous le nom de paradoxe de la dichotomie, est le suivant : supposons qu'Achille souhaite se déplacer d'un point A à un point B. Pour y parvenir, il doit parcourir la moitié de la distance de A à B. Pour aller du point médian du segment AB au point B, Achille doit alors encore parcourir la moitié de cette distance, et ainsi de suite. Quel que soit le nombre de fois qu'il effectue une de ces tâches de déplacement d'un point à un autre, il lui reste encore une autre tâche de déplacement à effectuer avant d'arriver à B. Il s'ensuit donc, selon Zénon, que tout mouvement est une supertâche. Zénon soutient en outre que les supertâches sont impossibles à réaliser (comment cette séquence peut-elle être complétée si pour chaque déplacement il y en a encore un autre à venir ?). Il s’ensuit donc que tout mouvement est impossible.
L'argument de Zénon peut être résumé de la façon suivante :
1. Le mouvement est une supertâche, car l'exécution d'un mouvement sur une distance définie implique un nombre infini d'étapes.
2. Or les supertâches sont impossibles
3. Donc le mouvement est impossible

La plupart des philosophes postérieurs à Zénon rejettent la conclusion audacieuse de l'argument. Au contraire, ils renversent le raisonnement en considérant la possibilité du mouvement comme acquise. Le modus tollens (c'est-à-dire la contraposée) de l'argument de Zénon fournit alors la conclusion que soit le mouvement n'est pas une supertâche, soit toutes les supertâches ne sont pas impossibles.

#### Achille et la tortue
Zénon est également l'auteur du paradoxe d'« Achille et la tortue » qui contient également une supertâche. Supposons qu'Achille se déplace à une vitesse de 1 m/s, et qu'il poursuive une tortue qui se déplace à 0,1 m/s. La tortue part avec 0,9 mètre d'avance. Il paraît évident qu'Achille rattrapera la tortue après exactement 1 seconde, mais Zénon affirme que ce n'est pas le cas. Il suggère plutôt qu'Achille doit d'abord inévitablement atteindre point d'où la tortue est partie. Cependant, au moment où il aura atteint ce point, la tortue aura eu le temps d'avancer un peu plus loin, en un point qu'Achille devra à nouveau atteindre. Cette poursuite continue indéfiniment, car à chaque fois qu'Achille atteint le point où se trouvait la tortue, la tortue a déjà atteint un nouveau point. Achille commence par avoir une distance de 0,9 mètre de retard, qui devient 0,09 mètre, puis 0,009 mètre, et ainsi de suite, à l'infini. Même si ces distances deviennent très petites, elles restent strictement positives. La poursuite de la tortue par Achille devient donc une supertâche sans fin. De nombreux commentaires ont été faits sur ce paradoxe particulier ; beaucoup estiment qu'il révèle une faille de notre intuition. 

### James F. Thomson
James F. Thomson estime que le mouvement n’est pas une supertâche et il nie catégoriquement que les supertâches soient possibles. Son argument repose sur un paradoxe dont il est l'auteur, le paradoxe de la lampe de Thomson. Dans cette expérience de pensée, on considère une lampe qui peut être allumée ou éteinte. Au temps t = 0, la lampe est éteinte. On allume la lampe à l'instant t = 1/2, puis on l'éteint à l'instant t = 3/4, on l'allume à nouveau à l'instant  t = 7/8, et on la ré-éteint à l'instant t = 15/16, et ainsi de suite... Thomson demande quel est l'état de la lampe à t = 1, lorsque l'interrupteur a été actionné une infinité de fois. Il estime qu'il ne peut pas être allumé parce qu'il n'y a jamais eu un moment où il n'a pas été éteint par la suite, et vice versa, ce qui est une contradiction. Il en conclut que les supertâches sont impossibles.

### Paul Benacerraf
Paul Benacerraf estime que les supertâches sont au moins logiquement possibles malgré l'apparente contradiction de Thomson. Benacerraf est d'accord avec Thomson concernant l'impossibilité de déterminer l'état de la lampe à l'instant t = 1, mais contrairement à Thomson, il juge simplement qu'il s'agit d'une situation où l'état de la lampe ne peut pas être logiquement déterminé étant donné les informations à disposition. Il juge que l'apparent paradoxe de la lampe de Thomson provient simplement d'une description incomplète de l'expérience.

### Littérature moderne
La majeure partie de la littérature moderne s'accorde sur la possibilité d'existence des supertâches, et les philosophes qui rejettent leur possibilité ont d'ailleurs tendance à ne pas la rejeter pour les mêmes raisons que Thomson, mais plutôt en raison d'autres réticences à l'égard de la notion d'infini.

## Supertâches célèbres

### Paradoxe de Ross-Littlewood
Supposons qu’il existe un pot capable de contenir une infinité de billes. Chaque bille est numérotée 1, 2, 3, etc. À l'instant t = 0, les billes 1 à 10 sont placées dans le pot, puis la bille 1 est retirée (de sorte qu'il ne reste que les billes numérotées 2 à 10). À l'instant t = 1/2, les billes 11 à 20 sont placées dans le pot, puis la bille 2 est retirée (il reste alors les billes 3 à 20). À l'instant t = 3/4, les billes 21 à 30 sont mises dans le pot, et la bille 3 est retirée. En général au temps t = 1−1/2n, les billes 10n+1 à 10n+10 sont placées dans le pot et la bille n+1 est retirée. Combien y a-t-il de billes dans le pot au temps t = 1 ?
Un premier raisonnement affirme qu’il devrait y avoir une infinité de billes dans le pot, car à chaque étape avant t = 1, le nombre de billes augmente par rapport à l’étape précédente, et ce de manière illimitée. Un deuxième raisonnement montre cependant que le pot est vide : en effet, si le pot n’était pas vide, alors il devrait y avoir au moins une bille dans le pot. Mettons qu'il existe une telle bille, qui porte par exemple le numéro n : or c'est impossible, car cette bille a été retirée du pot à l'instant t = 1−1/2n - 1. Le pot ne peut donc qu'être vide. Le paradoxe de Ross-Littlewood nous met donc face à deux arguments apparemment parfaitement valides, mais dont les conclusions sont complètement opposées.